# Kage kara Mamoru!
Kage kara Mamoru! (陰からマモル? lett. "Mamoru dall'ombra!" oppure "Ti proteggerò dall'ombra!") è una serie di light novel scritta da Tarō Achi e illustrata da Sai Madara, pubblicata in dodici volumi da Media Factory, sotto l'etichetta MF Bunko J, tra il 25 luglio 2003 e il 25 marzo 2008. Un adattamento manga, sempre edito da Media Factory, ha avuto inizio nel 2005, mentre un adattamento anime, prodotto da Group TAC, è stato trasmesso in Giappone tra il 7 gennaio e il 25 marzo 2006. Una seconda serie di light novel, intitolata Motto! Kage kara Mamoru!, ha avuto inizio il 24 luglio 2009.

## Personaggi
Mamoru Kagemori (陰守 マモル?, Kagemori Mamoru)
Doppiato da: Atsushi Kisaichi (ed. giapponese), Mirko Cannella (ed. italiana)
Yūna Konnyaku (紺若 ゆうな?, Konnyaku Yūna)
Doppiata da: Mai Nakahara (ed. giapponese), Gea Riva (ed. italiana)
Airi Sawagashi (沢菓 愛里?, Sawagashi Airi)
Doppiata da: Ryōko Shintani (ed. giapponese), Giulia Franceschetti (ed. italiana)
Tsubaki Mapputatsu (真双津 椿?, Mapputatsu Tsubaki)
Doppiata da: Sachiko Kojima (ed. giapponese), Laura Lenghi (ed. italiana)
Yamame Hattori (服部 山芽?, Hattori Yamame)
Doppiata da: Ai Shimizu (ed. giapponese), Perla Liberatori (ed. italiana)
Hotaru Kumogakure (雲隠 ホタル?, Kumogakure Hotaru)
Doppiata da: Erina Furukawa

## Media

### Light novel
La serie di light novel, scritta da Tarō Achi con le illustrazioni di Sai Madara, è stata pubblicata da Media Factory, sotto l'etichetta MF Bunko J, tra il 25 luglio 2003 e il 25 marzo 2008.
| Nº | Titolo italiano (traduzione letterale)                                                                    | Data di prima pubblicazione             | Data di prima pubblicazione |
| Nº | Titolo italiano (traduzione letterale)                                                                    | Giapponese                              |                             |
| 1  | — | 25 luglio 2003 ISBN 978-4-8401-0838-6   |                             |
| 2  | La strada per il primo appuntamento di Tsubaki 「椿の初でいとへの道」 - Tsubaki no hatsu deito e no michi | 25 dicembre 2003 ISBN 978-4-8401-1012-9 |                             |
| 3  | La ragazza proveniente dal villaggio dei ninja 「忍の里から来た少女」 - Shinobu no sato kara kita shōjo   | 24 luglio 2004 ISBN 978-4-8401-1124-9   |                             |
| 4  | Attacco! Il ninja più forte di Kōga 「来襲！甲賀最強の忍」 - Raishū! Kōga saikyō no shinobu               | 25 dicembre 2004 ISBN 978-4-8401-1198-0 |                             |
| 5  | La leggenda dell'oro di Kokanei 「小鐘井黄金伝説」 - Kokanei ōgon densetsu                                | 25 marzo 2005 ISBN 978-4-8401-1235-2    |                             |
| 6  | Yūna e la principessa Yūna 「ゆーなとユーナ王女様」 - Yūna to Yūna ōjo-sama                               | 25 novembre 2005 ISBN 978-4-8401-1450-9 |                             |
| 7  | Il diario da mantenuta di Hotaru! 「ホタルの居候日記！」 - Hotaru no isōrō nikki!                         | 24 marzo 2006 ISBN 978-4-8401-1515-5    |                             |
| 8  | La sposa di un matrimonio storico 「ウエディング時代劇娘」 - Uedingu jidaigeki musume                     | 25 agosto 2006 ISBN 978-4-8401-1592-6   |                             |
| 9  | Sono arrivate le ragazze di Iga! 「伊賀娘たちが来た！」 - Iga musume-tachi ga kita!                       | 23 febbraio 2007 ISBN 978-4-8401-1776-0 |                             |
| 10 | Princess Irene 「プリンセスアイリーン」 - Purinsesu Airīn                                                 | 25 luglio 2007 ISBN 978-4-8401-1890-3   |                             |
| 11 | Yūna Urashima 「うらしまゆーな」 - Urashima Yūna                                                          | 22 novembre 2007 ISBN 978-4-8401-2087-6 |                             |
| 12 | Ti proteggerò fino alla fine! 「最後にマモル！」 - Saigo ni mamoru!                                       | 25 marzo 2008 ISBN 978-4-8401-2194-1    |                             |

Una seconda serie di light novel dal titolo Motto! Kage kara Mamoru! (もっと！陰からマモル！? lett. "Di più! Mamoru dall'ombra"), sempre a cura di Achi e Madara e pubblicata da Media Factory sotto l'etichetta MF Bunko J, ha avuto inizio il 24 luglio 2009; al 23 aprile 2010 i volumi messi in vendita ammontano a due.
| Nº | Titolo italiano (traduzione letterale)                                                    | Data di prima pubblicazione           | Data di prima pubblicazione |
| Nº | Titolo italiano (traduzione letterale)                                                    | Giapponese                            |                             |
| 1  | —                                                                                         | 24 luglio 2009 ISBN 978-4-8401-2837-7 |                             |
| 2  | Una storia d'amore all'improvviso 「ラブストーリーは突然に」 - Rabu sutōrī wa totsuzen ni | 23 aprile 2010 ISBN 978-4-8401-3243-5 |                             |

### Manga
Un adattamento manga di Madara, inizialmente serializzato dal 5 ottobre 2005 sul Monthly Comic Flapper di Media Factory, è stato poi trasferito il 27 giugno 2008 sul Monthly Comic Alive in occasione del debutto della rivista. Il primo volume tankōbon è stato pubblicato il 23 febbraio 2007 e al 23 febbraio 2015 ne sono stati messi in vendita in tutto sette. In America i diritti sono stati acquistati da DrMaster, mentre in Indonesia un'edizione in lingua inglese è stata curata da Elex Media Komputindo.

#### Volumi
| Nº | Data di prima pubblicazione | Data di prima pubblicazione | Data di prima pubblicazione |
| Nº | Giapponese                  | Giapponese                  |                             |
| -- | --------------------------- | --------------------------- | --------------------------- |
| 1  | 23 febbraio 2007            | ISBN 978-4-8401-1677-0      |                             |
| 2  | 23 febbraio 2007            | ISBN 978-4-8401-1678-7      |                             |
| 3  | 23 luglio 2007              | ISBN 978-4-8401-1931-3      |                             |
| 4  | 23 febbraio 2008            | ISBN 978-4-8401-1999-3      |                             |
| 5  | 23 febbraio 2009            | ISBN 978-4-8401-2528-4      |                             |
| 6  | 21 novembre 2009            | ISBN 978-4-8401-2946-6      |                             |
| 7  | 23 febbraio 2015            | ISBN 978-4-04-067260-1      |                             |

### Anime
Un adattamento anime di dodici episodi, prodotto da Group TAC e diretto da Yoshitaka Fujimoto, è andato in onda dal 7 gennaio al 25 marzo 2006. La composizione della serie è stata affidata a Ryūnosuke Kingetsu, mentre la colonna sonora è stata composta da Takeshi Watanabe. Le sigle di apertura e chiusura sono rispettivamente Million Love (ミリオン・ラブ?, Mirion Rabu) di Mai Nakahara e Rainy Beat di Ryōko Shintani, Sachiko Kojima, Ai Shimizu ed Erina Furukawa. In America del Nord i diritti di distribuzione digitale e home video sono stati acquistati da Sentai Filmworks.

#### Episodi
| Nº | Titolo italiano (traduzione letterale) Giapponese 「Kanji」 - Rōmaji                                                      | In onda          | In onda |
| Nº | Titolo italiano (traduzione letterale) Giapponese 「Kanji」 - Rōmaji                                                      | Giapponese       |         |
| 1  | Quattrocento anni di continua protezione 「まもり続けて四百年」 - Mamori tsuzukete yon'hyakunen                           | 7 gennaio 2006   |         |
| 2  | Non esistono cose che non si possono tagliare a questo mondo 「この世で斬れぬ物はなし」 - Kono yo de kirenu mono wa nashi | 14 gennaio 2006  |         |
| 3  | La ragazza proveniente dal villaggio dei ninja 「忍の里から来た少女」 - Shinobu no sato kara kita shōjo                   | 21 gennaio 2006  |         |
| 4  | Idol qualunque cosa dica 「なんてたってアイドル」 - Nante tatte aidoru                                                    | 28 gennaio 2006  |         |
| 5  | Il cuore di una fanciulla e l'anima di un samurai 「乙女心と侍魂」 - Otomogokoro to samuraidamashii                       | 4 febbraio 2006  |         |
| 6  | Lo studente trasferito è una bella ragazza col cuore a mille 「転校生はドキドキ美少女」 - Tenkōsei wa dokidoki bishōjo    | 11 febbraio 2006 |         |
| 7  | Mamoru, il ragazzo ninja 「少年忍者マモル」 - Shōnen ninja Mamoru                                                         | 18 febbraio 2006 |         |
| 8  | La grande strategia anti-crimine della famiglia Sawagashi! 「沢菓家防犯大作戦！」 - Sawagashi-ke bōhan dai sakusen!       | 4 marzo 2006     |         |
| 9  | Allerta UFO a Kokanei! 「小鐘井UFO注意報！」 - Kokanei UFO chūihō!                                                        | 11 marzo 2006    |         |
| 10 | La leggenda dell'oro di Yūna 「ゆうなの黄金伝説」 - Yūna no ōgon densetsu                                                 | 18 marzo 2006    |         |
| 11 | Ciao ciao, Yūna 「ばいばい、ゆーな」 - Bai bai, Yūna                                                                      | 25 marzo 2006    |         |
| 12 | Mamoru dall'ombra! 「陰からマモル！」 - Kage kara Mamoru!                                                                 | 25 marzo 2006    |         |